# Magnus Gustafsson
Magnus Nils Gustafsson (nacido el 3 de enero de 1967, en Lund, Suecia) es un extenista profesional. 
Gustafsson ganó 14 torneos de alto nivel en individuales en su carrera, alcanzando el 10.º del escalafón de la ATP. Fue parte del equipo sueco que ganó la Copa Davis en 1998. Su mejor actuación en un torneo de Grand Slam fue en el Abierto de Australia de 1994, donde llegó hasta los cuartos de final.

## Títulos (15; 14+1)

### Individuales (14)
| Leyenda                |
| Grand Slam (0)         |
| Tennis Masters Cup (0) |
| ATP Masters Series (0) |
| ATP Tour (14)          |

| N.º | Fecha                 | Torneo            | Superficie    | Oponente en la final   | Resultado                  |
| --- | --------------------- | ----------------- | ------------- | ---------------------- | -------------------------- |
| 1.  | 6 de mayo de 1991     | Múnich            | Tierra batida | Guillermo Pérez-Roldán | 3-6, 6-3, 4-3 retired      |
| 2.  | 15 de julio de 1991   | Båstad            | Tierra batida | Alberto Mancini        | 6-1, 6-2                   |
| 3.  | 29 de julio de 1991   | Hilversum         | Tierra batida | Jordi Arrese           | 5-7, 7-6(2), 2-6, 6-1, 6-0 |
| 4.  | 13 de julio de 1992   | Båstad            | Tierra batida | Tomás Carbonell        | 5-7, 7-5, 6-4              |
| 5.  | 26 de julio de 1993   | Stuttgart Outdoor | Tierra batida | Michael Stich          | 6-3, 6-4, 3-6, 4-6, 6-4    |
| 6.  | 17 de enero de 1994   | Auckland          | Dura          | Patrick McEnroe        | 6-4, 6-0                   |
| 7.  | 7 de febrero de 1994  | Dubái             | Dura          | Sergi Bruguera         | 6-4, 6-2                   |
| 8.  | 1 de abril de 1996    | San Petersburgo   | Moqueta       | Yevgeny Kafelnikov     | 6-2, 7-6(4)                |
| 9.  | 15 de julio de 1996   | Båstad            | Tierra batida | Andrei Medvedev        | 6-1, 6-3                   |
| 10. | 13 de octubre de 1997 | Singapur          | Moqueta       | Nicolas Kiefer         | 4-6, 6-3, 6-3              |
| 11. | 16 de marzo de 1998   | Copenhague        | Moqueta       | David Prinosil         | 3-6, 6-1, 6-1              |
| 12. | 13 de julio de 1998   | Båstad            | Tierra batida | Andrei Medvedev        | 6-2, 6-3                   |
| 13. | 8 de marzo de 1999    | Copenhague        | Moqueta       | Fabrice Santoro        | 6-4, 6-1                   |
| 14. | 24 de julio de 2000   | Ámsterdam         | Tierra batida | Raemon Sluiter         | 6-7(4), 6-3, 7-6(5), 6-1   |

### Finalista en individuales (12)
- 1989: Gstaad (pierde ante Carl-Uwe Steeb)
- 1989: Estocolmo (pierde ante Ivan Lendl)
- 1991: Masters de Hamburgo (pìerde ante Karel Novacek)
- 1991: Kitzbuhel (pierde ante Karel Novacek)
- 1991: Praga (pierde ante Karel Novacek)
- 1992: Barcelona (pierde ante Carlos Costa)
- 1993: Génova (pierde ante Thomas Muster)
- 1993: Hilversum (pierde ante Carlos Costa)
- 1993: Amberes (pierde ante Pete Sampras)
- 1997: San Marino (pierde ante Félix Mantilla)
- 1997: Beijing (pierde ante Jim Courier)
- 1999: Estocolmo (pierde ante Thomas Enqvist)

### Dobles (1)
| Leyenda                |
| Grand Slam (0)         |
| Tennis Masters Cup (0) |
| ATP Masters Series (0) |
| ATP Tour (1)           |

| N.º | Fecha | Torneo | Superficie    | Pareja         | Oponentes en la final | Resultado |
| --- | ----- | ------ | ------------- | -------------- | --------------------- | --------- |
| 1.  | 1998  | Båstad | Tierra batida | Magnus Larsson | Lan Bale Piet Norval  | 6-4 6-2   |